# IC 2006
IC 2006 je eliptična galaktika u zviježđu Eridana. Otkrivena je 3. listopada 1897., a udaljena je 65 milijuna svjetlosnih godina. Galaksija je ranog tipa klasifikacije E1.